# Mosul (película de 2019)
Mosul es una película bélica estadounidense de 2019 dirigida por Matthew Michael Carnahan y protagonizada por Adam Bessa. Está basada en hechos reales y rodada en árabe.

## Argumento
La película trata de la unidad SWAT Nineveh que operó en Mosul contra el Estado Islámico durante la batalla de Mosul. Kawa es un joven policía que opera en ese sitio después de que el Estado Islámico fue puesto en defensiva allí. Un día él y su compañero son atacados por el EI y casi asesinados, pero la unidad SWAT Nineveh los salva, que son antiguos policías de la ciudad de Mosul que luchan como guerrilleros sin tregua contra el Estado Islámico para recuperar su ciudad natal, por lo que son incondicionalmente odiados por el Estado Islámico. 
Luego reclutan a Kawa cuando se dan cuenta de que puede luchar para continuar con su misión, que él no sabe cuál es, pero sintiéndose seguro con ellos los sigue. Empieza un largo día, en el que es involucrado en muchas batallas contra el Estado Islámico, que en general son victoriosas y en el que también ve sus atrocidades como matar a civiles e incluso niños que no quieren ser utilizados como escudos humanos suyos y que ellos salvan al igual que bajas en la propia unidad. 
Finalmente, una vez acabado con una base del Estado Islámico, Kawa descubre cuál era la misión de la unidad. Era salvar a una familia de uno de los miembros que fue raptado por los islamistas y entregado a uno de sus miembros como familia suya en contra de su voluntad a través del matrimonio forzado. Después de haber matado a ese miembro ellos pueden liberarla y la familia puede finalmente unirse otra vez. 
En ese momento, se da cuenta de que era práctica del Estado Islámico hacer cosas como estas a las familias de sus enemigos, algo que no sabía antes. Traumatizado y enfurecido con el Estado Islámico, y sabiendo de otras familias suyas que la unidad también quiere salvar, Kawa se une ahora con todo el corazón a su causa e incluso toma la iniciativa al respecto una vez habiendo hecho un descanso tras el éxito de la misión.

## Reparto
- Adam Bessa - Kawa
- Waleed Elgadi - Coronel Kaveh Esfahani
- Hayat Kamille - Hayat
- Thaer Al-Shayei - Hooka
- Suhail Dabbach - Mayor Jasem
- Ahmad Elghanem - Sinan

## Producción
La película se filmó en secreto en Marruecos. Luego se hizo la posproducción en Los Ángeles.

## Estreno
La película se estrenó munidalmente el 4 de septiembre de 2019 en el Festival Internacional de Cine de Venecia 2019.

## Recepción
La película tuvo gran éxito aunque también ha causado a que los actores que participaron en ella tengan amenazas de violencia por ello.